# Charlotte Fich
Charlotte Fich (Dragør, 26 de setembro de 1961) é uma atriz dinamarquesa. Ela é mais conhecida por seu papel na série policial vencedora do Emmy, Rejseholdet.

## Filmografia

### Cinema
- Kalder Katrine (1993)
- Det store flip (1997)
- Deadline (1998)
- Pas på mor (1999)
- Se dagens lys (2003)
- Som man behager (2003)
- Kinamand (2005)
- Drabet (2005)
- Kærlighed på film (2007)
- To Verdener (2008)
- Original (2008)
- Vanvittig forelsket (2009)
- Headhunter (2009)
- Over gaden under vandet (2009)
- Hold om mig (2010)
- Alle for én (2011)
- Fuglejagten (2012)
- En plads i solen (2012)
- En chance til (2015)
- Mennesker bliver spist (2015)

### Televisão
- Jul i Juleland (1993)
- TAXA (1997)
- Rejseholdet (2000-2003)
- Lærkevej (2010)
- Rita 3º temporada (2015)
- Mercur (2017)